# سريانة
سريانة بلدية ودائرة في ولاية باتنة بالجزائر.

## الموقع الفلكي والجغرافي
تقع مدينة سريانة على بُعد 30 كلم شمال باتنة، وتُعد محور عبور هامًا بفضل شبكة الطرق التي تمر بها، أهمها الطريق الوطني 86 بين مروانة وباتنة، الطريق الوطني 3 بين سكيكدة وإليزي، والطريق الولائي 153 الذي يربط المدينة بالطريق الوطني 75 عبر مسافة 6 كلم داخل أراضي البلدية.

## أعلام
- خالد نزار